# 奉天都邑计划
奉天都邑计划（日语： Hōten toyū keikaku）是指1932年至1945年间，满洲国政府对奉天市（今沈阳市）的城市建设的总体规划设计。奉天都邑计划由日本城市规划专家设计，参考了19世纪巴黎改造规划、霍华德的“田园城市”理论，以及1920年代美国的城市规划设计理论，是沈阳市历史上第一个比较完整的城市总体规划。

## 历史沿革
1932年，满洲国政府就奉天市的城市规划进行调查论证，但一直没有形成完整满意的总体规划设计。1934年起，奉天城建工作在规划与建设中同步进行。直到 1938年才正式形成了比较完善的城市总体规划，并命名为 “奉天都邑计划”。

## 规划内容

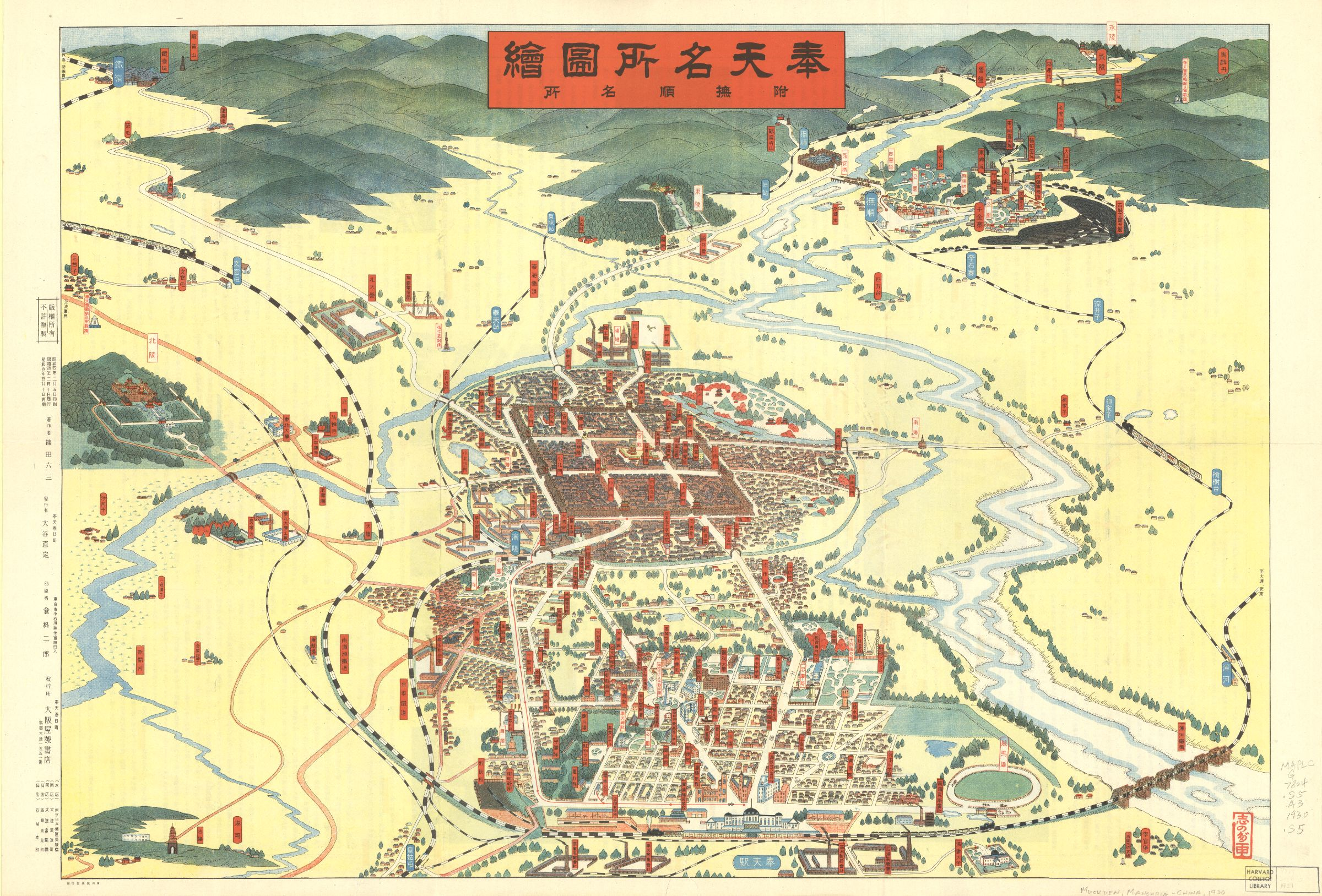
在1930年绘制的「奉天名所图绘」中可以清晰的看到上方的奉天老城、下方的满铁附属地。两者之间为商埠地

奉天都邑计划主要内容在原有11个城区的基础上再增加6个新的城区，进一步扩大奉天满铁附属地，并着重加强市政建设。

### 工业立市
满洲国建立初期，将奉天市计划建成总面积为206平方千米、拥有一百万人口的超大型工业都市。1938年，满洲国政府在奉天都邑计划提出要以大阪为模式，采取中心区与卫星城平行建设的方式，在15年内将人口发展到150万人，远景规划达到300万人。市区中心地由206平方千米扩至405平方千米，加上外围的7个卫星城总面积扩到1600平方千米。在奉天都邑计划的指导下，奉天被定位为工业城市，并先后开建了11.5平方千米的铁西工业区，并扩建了大东工业区。

### 发展商业
奉天都邑计划中提出迅速开发奉天市的商业区并建成奉天城市标志性建筑。在奉天都邑计划的指导下，奉天城市的商业快速发展，形成了太原街、中街、北市场等若干个商业中心，并建成了奉天市政公署大楼、高等法院、邮政局等标志性建筑群。同时，包括奉天赛马场在内的多处马场也在规划之中。

### 道路交通
奉天都邑计划中提出建立道路交通网。1932年创办的有轨电车的轨道线路不断延伸，发展至共计6条线路，总长24.6公里的运营网。奉天市政公署加强了城市供水、下水系统、煤气气源与管道及电话线路的建设。